# تاريخ المثليين في أيرلندا
تاريخ المثليين والمثليات ومزدوجي التوجه الجنسي والمتحولين جنسيا في جمهورية أيرلندا.

## قبل القرن العشرين
أول فرد متحول جنسيا مسجل في دبلن كان في القرن التاسع عشر باتريك ماكورماك الذي عاش في الفترة من 1821 حتى 1871. كان ماكورماك أحد الناجين من مجاعة أيرلندا الكبرى وعمل كعامل، بينما كان يعيش في كاستلنيوك. كان رجل متحول جنسيا على ما يبدو ألبرت كاشير (والتي ولدت باسم جيني هودجرز، 1843-1915) من مقاطعة لاوث الذي قاتل إلى جانب الاتحاد في الحرب الأهلية الأمريكية.

### الكتاب والوطنيون
اعتبرت أيرلندا وخاصة دبلن موطن بعض أعظم الكتاب المثليين والمثليات في العالم الناطق بالإنجليزية، ومن بينهم أوسكار وايلد، إيفا غور-بوث، إليزابيث بوين، كيت أو'براين، سيدات لانغولين، سومرفيل وروس وماري دورسي.

### الوضع القانوني
قبل الاستقلال الأيرلندي الرسمي في عام 1922، كان النشاط الجنسي في أيرلندا محكومًا بالقوانين على مستوى المملكة المتحدة الصادرة من برلمان المملكة المتحدة مثل قانون الجرائم المرتكبة ضد الأشخاص 1861. تم توريث هذه القوانين تلقائيًا من قبل الدولة الأيرلندية الحرة الجديدة. كان أبرز حدث قانوني يتعلق بالسكان الأصليين الأيرلنديين هو محاكمة وسجن الكاتب أوسكار وايلد. افتُرض أن بعض قادة نضال الاستقلال الأيرلندي مثليون جنسيا في أوائل القرن العشرين - في الوقت أو في وقت لاحق -، لا سيما باتريك بيرس وروجر كاسامنت التي كانت حياتهم الجنسية عنصرًا في محاكمتهم وإعدامهم.

## ما بعد الاستقلال
بعد الاستقلال، أصبحت أيرلندا مجتمعًا منعزلًا جدًا، وهيمنت عليها الكنيسة الكاثوليكية وكانت مجتمعا محافظا، ولكن في خضم ذلك، كان هناك قبول للمثلية الجنسية لأولئك داخل التمثيل مثل مايكل ماك لياموير. كان من المقبول على نطاق واسع أن مايكل ماك لياموير كان مثليًا، وأن شريكه حياته كان هيلتون إدواردز. كان ماك لياموير حتى يظهر على التلفزيون الأيرلندي في الخمسينيات والستينيات من القرن الماضي وهو يؤدي دور دراغ كوين. ولهذا السبب لم يفاجأ الأيرلنديون أبدًا برؤية الرجال يرتدون ملابس النساء على شاشات التلفاز وحتى اليوم، واحدة من دراغ كوينز في دبلن شيرلي تيمبل باري قدم لعبة بنغو على شاشة التلفزيون الوطنية. ادعى ماك لياموير عندما تحدث مع الكاتبة المسرحية الأيرلندية ماري مانينغ، أنه أقام علاقة مثلية مع الجنرال إيوين أودوفي، المفوض السابق للحرس الأيرلندي ورئيس منظمة «بلوشيرتس» شبه الفاشية في أيرلندا، خلال ثلاثينيات القرن العشرين. تم الكشف عن هذا الادعاء بشكل علني من قبل راديو وتلفزيون أيرلندا في فيلم وثائقي، «الشريكان الغريبان» (بالإنجليزية: The Odd Couple)‏، تم بثه في عام 1999. ومع ذلك، فإن ادعاءات ماك لياموير لم تدعمها أية أدلة.

### التنمية الاقتصادية والشراكات المدنية
في السبعينيات من القرن الماضي، كان ديفيد نوريس يقود حملة إصلاح قانون المثلية الجنسية، الذي قام بحملة لتجريم جرائم المثلية الجنسية الحالية (أي تلك التي كانت سارية في الفترة منذ 1861 و 1885) ليتم إلغاءها. في عام 1980، تم رفع القضية أمام المحكمة العليا الأيرلندية. وخسر القضية، فقام نوريس برفع القضية إلى المحكمة الأوروبية لحقوق الإنسان، التي حكمت في عام 1988 ضد الحكومة الأيرلندية. تم إصلاح القوانين أخيرًا وإلغاء تجريم المثلية الجنسية في عام 1993، من قبل وزيرة العدل آنذاك ماري غيوغان-كوين، بسبب ضغط حزب العمال الأيرلندي.
مع ظهور اقتصاد نمر سلتيك من عام 1995 فصاعدا، شهدت أيرلندا تحولا هائلا اقتصاديا واجتماعيا. ساعدت الثروة الفردية للمواطن الأيرلندي العادي التي تضاعفت أربع مرات في غضون 15 عامًا مع عضوية الاتحاد الأوروبي على تحرير هذا المجتمع الديني والمحافظ سابقا إلى مجتمع أكثر انفتاحًا وحقوقًا للمثليين مع مجموعة من التشريعات المؤيدة للمثليين. في عام... أيد 73% من السكان الأيرلنديين زواج المثليين وتمديد الزواج إلى الأزواج المثليين بينما أيد 53% فكرة تبني المثليين للأطفال.
في عام 2011، صدر قانون قانون الشراكة المدنية وبعض الحقوق والواجبات للشركاء المتساكنين 2010 من قبل مجلس النواب وومجلس الشيوخ، وتم سنه ليصبح قانونًا، ولكن تم إلغاءه بعد سن زواج المثليين في عام 2015. أيضا، في عام 2011، أصبح كل من دومينيك هانيغان وجون ليون، وكلاهما من حزب العمال، أول نواب مثليين علنا يتم انتخابهم لمجلس النواب، وأصبحت كاثيرين زابون أول سناتور مثلية الجنس علنا في مجلس الشيوخ.

### زواج المثليين وأول رئيس وزراء أيرلندي مثلي الجنس علنا
في عام 2015، أصبحت أيرلندا أول دولة في العالم تقنن زواج المثليين من خلال الاستفتاء في التعديل الرابع والثلاثون للدستور الأيرلندي، حيث فاز جانب نعم بأكثر من 62% من الأصوات. في ما مجموعه أكثر من مليوني شخص بالغ صوتوا، وقد وجد أن العديد من البالغين الأصغر سنا شاركوا في هذا التصويت لجلب أيرلندا إلى عصر جديد.
في عام 2017، تم انتخاب ليو فرادكار كرئيس الوزراء الايرلندي، مما يجعله أصغر وأول رئيس وزراء مثلي علنا في أيرلندا، ورابع رئيس حكومة في العالم في العصر الحديث يعلن عن كونه مثلي الجنس (بعد رئيسة وزراء آيسلندا السابقة من 2009 إلى 2013 يوهانا سيغورذاردوتير ورئيس وزراء بلجيكا السابق من 2011 إلى 2014 إليو دي روبو ورئيس وزراء لكسمبورغ الحالي منذ سنة 2013 كزافييه بيتل). في سنة 2020، يعتبر ليو فرادكار واحدا من ثلاثة رؤساء الحكومات مفصحين عن مثليتهم علنا، الآخران هما رئيس وزراء لكسمبورغ كزافييه بيتل ورئيسة وزراء صربيا آنا برنابيتش.